# Доменик Франциск Мартилети
Доменик Франциск Мартилети (Доменико Мартилети) е свещеник, музикален педагог и диригент.

## Живот в България
Пристига в Пловдив през 1861 г., за да монтира орган („първият, който са виждали и чували в България“ – според отчет за 1859 година на епископ Андрей Канова) в новопостроената католическа църква „Свети Лудвиг“ и започва да ръководи музикалната дейност в храма.
Той е първият хоров и оркестров диригент в града, а също и органист. По това време за църквата са закупени също два хармониума – от Париж и Виена, както и други музикални инструменти – от Виена и Цариград; с тях Доменико Мартилети обучава младежите да свирят и пеят, като „формира една музикална група“, в която са включени 4 цигулки, 1 контрабас, 4 флейти, 2 кларинета, 2 валдхорни, 1 флигорна – това дава основание да се счита, че в Пловдив е създаден първият български симфоничен оркестър.
Неговият оркестър свири на тържествата при откриване на европейските вицеконсулства в Пловдив през 60-те години на XIX в. С това се поставя началото на организирания музикален живот в Пловдив. Винаги е облечен с бели дрехи, затова го наричат „Бѣлиятъ Доминъ“. Умира през 1883 г. вероятно в чифлика „Свети Феликс от Канталиче“ край Пловдив, защото е погребан в парцела на католическото гробище в землището на село Алханово.
В началото на ХХ век малка уличка в Пловдив получава името „Бѣлъ Доминъ“, през 1952 е прекръстена на „Прага“.